# Saint-Sylvestre-de-Cormeilles
Saint-Sylvestre-de-Cormeilles é uma comuna francesa na região administrativa da Normandia, no departamento de Eure. Estende-se por uma área de 9,7 km². Em 2010 a comuna tinha 250 habitantes (densidade: 25,8 hab./km²).